# طويس (فراشة)
الطُوَيْس[بحاجة لمصدر]  أو الأغليس (الاسم العلمي: Aglais) هو جنس من الحشرات يتبع الفصيلة الحورائيات من رتبة حرشفيات الأجنحة.

## أنواع الطويس
- الطويس الناري
- الطويس القراصي
- الطويس السرديني
- الطويس الكشميري
- الطويس الطاجيكي
- الطويس الأوروبي
- الطويس اللداخي
- الطويس الموكوت
- الطويس الأوسوري
- الطويس البيقالي